# Rocketman (trilha sonora)
Rocketman é trilha sonora do filme biográfico-musical de 2019 Rocketman, lançada às vésperas do lançamento do filme, que mostra a história do cantor britânico Elton John.
Além da faixa que batiza o filme, a trilha sonora vem com sucessos como “Crocodile Rock”, “Your Song” “Tiny Dancer”, “Saturday Night’s Alright”, “Bennie and the Jets”. A maioria das canções são interpretadas pelo ator Taron Egerton, porém outras também tem participações do próprio Elton John.

## Lançamento
A trilha sonora do filme foi divulgada pelo estúdio do longa, Paramount Pictures no dia 24 de maio de 2019.  Junto com a trilha sonora foi divulgada um videoclipe de Elton John cantando "The Bitch Is Back" no Dodger Stadium em 1975, com participação da tenista americana Billie Jean King. 

## Faixas
Compõem o disco, as músicas: 
| N.º | Título                                    | Duração |  |
| 1.  | "The Bitch Is Back"                       | 1:53    |  |
| 2.  | "I Want Love"                             | 2:13    |  |
| 3.  | "Saturday Night's Alright (For Fighting)" | 3:10    |  |
| 4.  | "Thank You For All Your Loving"           | 3:24    |  |
| 5.  | "Border Song"                             | 3:25    |  |
| 6.  | "Rock And Roll Madonna"                   | 2:42    |  |
| 7.  | "Your Song"                               | 4:02    |  |
| 8.  | "Amoreena"                                | 4:21    |  |
| 9.  | "Crocodile Rock"                          | 2:53    |  |
| 10. | "Tiny Dancer"                             | 5:25    |  |
| 11. | "Take Me To The Pilot"                    | 3:43    |  |
| 12. | "Hercules"                                | 5:26    |  |
| 13. | "Don't Go Breaking My Heart"              | 1:34    |  |
| 14. | "Honky Cat"                               | 2:34    |  |
| 15. | "Pinball Wizard"                          | 2:02    |  |
| 16. | "Rocket Man"                              | 4:31    |  |
| 17. | "Bennie And The Jets"                     | 2:28    |  |
| 18. | "Don't Let The Sun Go Down On Me"         | 2:40    |  |
| 19. | "Sorry Seems To Be The Hardest Word"      | 2:15    |  |
| 20. | "Goodbye Yellow Brick Road"               | 4:05    |  |
| 21. | "I'm Still Standing"                      | 3:58    |  |
| 22. | "(I'm Gonna) Love Me Again"               | 4:11    |  |

## Nomeações
| Ano  | Data da Cerimônia      | Premiação                         | Categoria              | Recipiente                | Resultado | Ref.  |
| ---- | ---------------------- | --------------------------------- | ---------------------- | ------------------------- | --------- | ----- |
| 2020 | 5 de janeiro de 2020   | Prémios Globo de Ouro de 2020     | Melhor canção original | (I'm Gonna) Love Me Again | Vencedor  | [ 6 ] |
| 2020 | 12 de janeiro de 2020  | 25.º Critics' Choice Movie Awards | Melhor canção          | (I'm Gonna) Love Me Again | Vencedor  | [ 7 ] |
| 2020 | 9 de fevereiro de 2020 | 92º Academy Awards                | Melhor canção original | (I'm Gonna) Love Me Again | Pendente  | [ 8 ] |

## Desempenho
Em 7 de junho de 2019, o álbum entrou na Billboard 200 no posição de número 58 e no número seis nas paradas de álbuns da trilha sonora da Billboard, vendendo 6.000 unidades equivalentes a álbuns em sua primeira semana. Na segunda semana, a trilha sonora chegou ao 50º lugar na Billboard 200, subindo 13% com outras 12.000 unidades equivalentes a álbuns. 